# Музичко Олександр Євгенович
Олександр Євгенович Музичко (нар. 16 червня 1977, Одеса, Українська РСР) — український історик і громадський діяч

## Освіта
У 1995–2000 навчався на історичному факультеті Одеського національного університету ім. І. І. Мечникова. У 2000–2003 перебував в аспірантурі.
У 2004 захистив дисертацію на здобуття ступеня кандидата історичних наук (Дніпропетровський національний університет імені Олеся Гончара) зі спеціальності «Історіографія джерелознавство та спеціальні історичні дисципліни».

## Наукова та педагогічна діяльність
З 2002 викладає на кафедрі історії України історичного факультету Одеського національного університету імені І. І. Мечникова.З 2007 — доцент.
У 2008–2010 — провідний науковий співробітник Одеської філії Національного інституту стратегічних досліджень при президенті України, Співробітник «Енциклопедії Наукового товариства імені Т. Шевченка у Львові». Автор 10 статей у 1 томі «Енциклопедії НТШ».
Співорганізатор 10 міжнародних і всеукраїнських конференцій, конгресів, семінарів, круглих столів. Член редколегій низки збірників, присвячених історії Південної України.
О. Музичко вдалося продемонструвати тісний зв'язок між науковою та громадською діяльністю, національними позиціями науковців. Він запропонував цінні розробки щодо поглиблення вивчення міжнаціональних взаємин в Одеському регіоні, зокрема, вперше розкривши тему «Грузини в Одесі».

## Науковий доробок
Сфери наукових інтересів: історія Південної України другої половини XIX–XX ст., джерелознавство, історіографія Південної України.
Дослідник маловідомих сторінок історії українського національного руху на території Південної України.
Є автором близько 200 наукових праць українською, російською, грузинською, англійською мовами у часописах України (Київ, Львів, Одеса, Дніпропетровськ та ін.), Росії (Москва, Санкт-Петербург, Новгород, Тюмень та ін.) та ін.
Автор 8 індивідуальних та колективних книг:
- («Чорноморська хвиля Української революції. Провідники українського національного руху в Одесі 1917 — початку 1920-х років»,
- «Помаранчева революція: пробудження нації»,
- «Є. Чикаленко в українському націотворенні»,
- «Іван Митрофанович Луценко (1863–1919): український націєтворець» та ін.).

## Громадська діяльність
Автор близько 200 публіцистичних статей, зокрема, в одеській, київській (газета «День») пресі. Активно виступає у теле-, та радіо просторі, виголошує публічні лекції та бере участь у дискусіях на теми українського націєтворення. Організатор проведення в Одесі публічних лекцій низки провідних українських інтелектуалів (М. Рябчука, С. Квіта, О. Багана, Я. Радевича-Винницького та ін.).
Учасник близько 100 всеукраїнських, міжнародних, локальних наукових та громадських конференцій, з'їздів, форумів.
Представник від Одеси на кількох Світових конгресах українців, проведених у Києві та Львові.
У 2005–2010 — член правління Одеської «Просвіти», співорганізатор столітнього ювілею з її заснування.
Від 2011 року очолює одеський осередок Науково-ідеологічного центру ім. Дмитра Донцова.

## Нагороди
- Грамота Всеукраїнського товариства «Просвіта» за внесок у розвиток української культури (2005 р.)
- Почесна Грамота Управління освіти та наукової діяльності Одеської облдержадміністрації за багаторічну плідну працю (2010 р.)
- Подякою від Генерального консульства Грузії в Одесі за вагомий особистий внесок у зміцнення грузинсько-українських відносин (2011 р.);
- Почесна Грамота Консульства Грузії в Одесі за вагомий особистий внесок у розвиток грузинсько-українських культурних і наукових зв'язків та активне співробітництво з грузинською діаспорою і Консульством Грузії у м. Одеса (17 квітня 2015 року)
- Грамота від Спілки художників України, Одеське відділення (2015 р.)
- Почесна грамота Одеської обласної Ради за багаторічну сумлінну працю, вагомий особистий внесок у розвиток освіти і науки, професійну підготовку студентської молоді, високий професіоналізм та з нагоди 155-річчя заснування Одеського національного університету імені І. І. Мечникова (2020 р.)
- Почесна грамота Одеської обласної Ради за сумлінну працю, вагомий особистий внесок у добробут та розвиток регіону, значні професійні здобутки та з нагоди Дня Соборності України (2022 р.)

## Основні праці
- Південна вісь Соборності: націєтворчі процеси в Українському Причорномор'ї (кінець ХІХ — перша половина XX ст.) — Одеса, 2015. — 352 с.
- Історик Федір Іванович Леонтович (1833—1910): життя та наукова діяльність. — Одеса, 2005
- Грузини в Одесі: історія і сучасність. — Одеса, 2010. — 362 с.
- Засновник Одеського інституту народного господарства професор Олексій Якович Шпаков (1868—1927): біографічний нарис. — Одеса, 2011. — 224 с.
- Рука козака в руці джигита: грузинсько-українські взаємини в Одесі як приклад міжнаціональної толерантності // Історичні традиції добросусідства Одещини. — Одеса, 2011. — С. 233—245.
- Хліб та маца: традиції українсько-єврейського добросусідства і толерантності в Одесі // Історичні традиції добросусідства Одещини. — Одеса, 2011. — С. 220—233.
- Південноукраїнські історики та російська академічна еліта: етапи та напрямки співпраці у другій половині ХІХ — на початку XX ст. // Історіографічні дослідження в Україні. — К., 2011. — В. 21. — С. 56-86.
- Інтелектуальне співтовариство одеських істориків на зламі XIX-ХХ ст.: лінії суперництва і співпраці // Ейдос. Альманах теорії та історії історичної науки. — Випуск 4. — К., 2009. — C. 378—395.
- ОУН в боротьбі за історичну пам'ять українців: етапи, напрямки діяльності, особливості (1930-ті — 1950-ті роки) // Україна: культурна спадщина, національна свідомість, державність. — Вип. 22: Українська повстанська армія в контексті національно-визвольної боротьби народів Центрально-Східної Європи. — Львів, 2012. — С. 209—218.
- Еміграції та депортації науковців з території Південної України у першій половині XX ст.: етапи, склад, долі // Вісник Центрального державного архіву зарубіжної україніки: наукове видання. — Вип. 1. — Кам'янець-Подільський, 2012. — С. 126—169.